# بلاندی (گروه موسیقی)
بلاندی (به انگلیسی: Blondie) نام یک گروه (بند) راک آمریکایی است که آوازهٔ خود را ابتدا در اواخر دههٔ ۱۹۷۰ میلادی به دست آورد و تا کنون بیش از ۴۰ میلیون نسخه از آثار این گروه به فروش رفته است. این گروه یک پیشگام در صحنه‌های پانک راک و موج نو آمریکایی بود. دو آلبوم آغازین این گروه شامل عناصر قدرتمند و اثرگذار این دو سبک بودند و گرچه بلاندی در استرالیا و بریتانیا موفق بود، اما تا قبل از عرضهٔ آلبوم خطوط موازی در سال ۱۹۷۸ در ایالات متحده به عنوان یک گروه زیرزمینی شناخته می‌شد. در سه سال بعد، این گروه به چندین تک‌آهنگ موفق در بازار موسیقی دست یافت و به دلیل میکس الکتریکی سبک‌های موسیقی شامل عناصر دیسکو، پاپ و رگِی هم‌زمان با حفظ سبک پایه به عنوان یک گروه موج نو، مورد توجه قرار گرفت.
دِبی هَری، خوانندهٔ اصلی، به درجه‌ای از شهرت دست یافت که سایر اعضای گروه را تحت‌الشعاع قرار داد؛ که موجب تنش در گروه شد. بعد از یک آلبوم ضعیف که چندان مورد توجه قرار نگرفت و تشخیص بیماری مهلک عضو اصلی گروه، کریس استین، بلاندی در سال ۱۹۸۲ از هم پاشید. در مدتی که سایر اعضا پروژه‌های دیگری را ادامه دادند، شهرت بلاندی در طی دههٔ بعدی افزایش یافت و گروه در سال ۱۹۹۷ مجدداً شکل گرفت و به موفقیت‌های مجدد و یک تک‌آهنگ رتبهٔ یکی (ماریا) در سال ۱۹۹۹ در بریتانیا دست یافت. این گروه در سال‌های بعدی در نقاط مختلف دنیا به اجرای تورها می‌پرداخت و در سال ۲۰۰۶ نامشان هم در تالار مشاهیر راک اند رول و هم در پیاده‌روی مشاهیر راک قرار گرفت.
بلاندی هنوز هم فعال است و قرار است که آلبوم جدیدشان در بهار ۲۰۱۰ عرضه شود.

## سال‌های اولیه
در اوایل دههٔ ۷۰ میلادی، کریس استین عازم شهر نیویورک شد و با تحت تأثیر قرار گرفتن از نیویورک دالز، تصمیم گرفت که به گروهی مشابه بپیوندد. او به عنوان گیتاریست به 'استیلتوز پیوندید و رابطهٔ عاشقانه‌ای را با خوانندهٔ گروه، دبرا هری آغاز کرد. هری که در گذشته یک پلی‌بوی بانی بود، سابقاً در اواخر دههٔ ۱۹۶۰ میلادی، یکی از اعضای گروه (بند) فولک-راک، Wind in the Willows بود. در سال ۱۹۷۴، او از استیلتوز و الدا جنتایل، مؤسس بند، جدا شد. استین و هری، این گروه را همراه یک درامر، کلم برک، یک نوازندهٔ کیبورد، جیمی دستری و نیز نوازندهٔ گیتار بیس، گری ولنتاین اغاز کردند. گرچه نام این گروه در آغاز فرشته و مار بود، اما نام خودشان را در اواخر ۱۹۷۵ میلادی به بلاندی تغییر دادند. این نام از سخنان یک رانندهٔ کامیون هنگامی که با هری در حال رانندگی بودند و او را با «Hey, Blondie» صدا زده بود، گرفته شد. اعضای اصلی تنظیم‌کننده، خواهرانی با نام‌های تیش بلومو و آیلین بلومو (که بیشتر با نام «Snooky» مشهور است) بودند که هر دو نیز خواننده بودند. این دو گروه را ترک کرند و اکنون آن‌ها به دلیل ایجاد شرکت منیک پنیک (Manic Panic) مشهورند. هر دوی آن‌ها اکنون به عنوان خواننده در گروهشان، ‎Sic F*cks‎، فعالیت دارند و در سال تنها یک بار به اجرا می‌پردازند.
بلاندی به طور منظم در کلوب ۵۱ نیویورک، Max's Kansas City و CBGB به اجرا می‌پرداختند. آنان نخستین اثر خود را با قراردادی با پرایوت استاک رکوردز در اواسط دههٔ ۷۰ ضبط کردند و اولین آلبوم خود را با نام بلاندی در ۱۹۷۶، هم‌زمان با تک‌آهنگ اکس-افندر عرضه کردند. سپس پرایوت استاک رکوردز به وسیلهٔ شرکت بریتانیایی کریسلیس رکوردز خریده شد و آلبوم اول بلاندی این بار با ناشری جدید در ۱۹۷۷، همراه تک‌آهنگ او را خرد کن عرضه شد. رولینگ استون برای نخستین بار در اوت ۱۹۷۷ دربارهٔ بلاندی نوشت و طبیعت الکتریک موسیقی گروه را مورد توجه قرار داد و آن را با فیل اسپکتور و The Who مقایسه کرد و نوشت که دو عامل قدرت آلبوم، تهیه‌کنندگی ریچارد گاتهرر و شخصیت دبرا هری بود که در این مورد بیان کرده بود که او با «اعتماد به نفس باورنکردنی و درگیری در تمام مدت» اجرا کرد، «حتی هنگامی که شخصیتی کاملاً نفرت‌انگیز و دیوانه را به تصویر می‌کشد، چشمک و لحظه‌ای گذرا وجود دارد که آرام‌بخش و خنده‌دار است که تا کنون مهربانانه نبوده است.» همچنین بیان کرد که هری «صاحب یک صدای زامبی تعجب‌آور است که می‌تواند رؤیاوار اغفاکننده و به طور بی‌لطافتی در طی آهنگ مونزونیتی باشد».
نخستین موفقیت تجاری گروه در سال ۱۹۷۷ در استرالیا رخ داد، زمانی که برنامهٔ تلویزیونی موسیقی کاونت داون به اشتباه ویدئوی به‌شخصه را که بی-ساید تک‌آهنگ اکس-افندر بود پخش کرد. جیمی دستری بعداً اجراکنندهٔ برنامه، مالی ملدرام را به موفقیت آغازینشان نسبت داد، با بیان این‌که برای پخش ترانهٔ اشتباه «ما همچنان تا این روز از وی متشکریم». در مصاحبهٔ ۱۹۹۸، عضو گروه، کلم برک، دیدن اپیزودی را که در آن ترانهٔ اشتباه پخش شد به یاد آورد، اما وی و کریس استین بر سر این موضوع بحث کردند که ممکن است این یک دسیسهٔ عمدی بوده است. استین ادعا کرد که «اکس-افندر» «بسیار دیوانه‌وار و پرخاشگر بود [که تبدیل به یک ترانهٔ موفق شود]»، با وجود آن‌که «به‌شخصه» «بیانگر هیچ احساس و درکی از پانک نبود. بعد از این همه سال، فکر کرده‌ام که احتمالاً هر دوی آن را اجرا کرده‌ام اما از یکی بیشتر خوشم آمده است. این همهٔ موضوع است.» با نگاهی به بحث‌های پیشین، برک، «به‌شخصه» را به عنوان «یک طلایه‌دار پاور بلد» توصیف کرد.

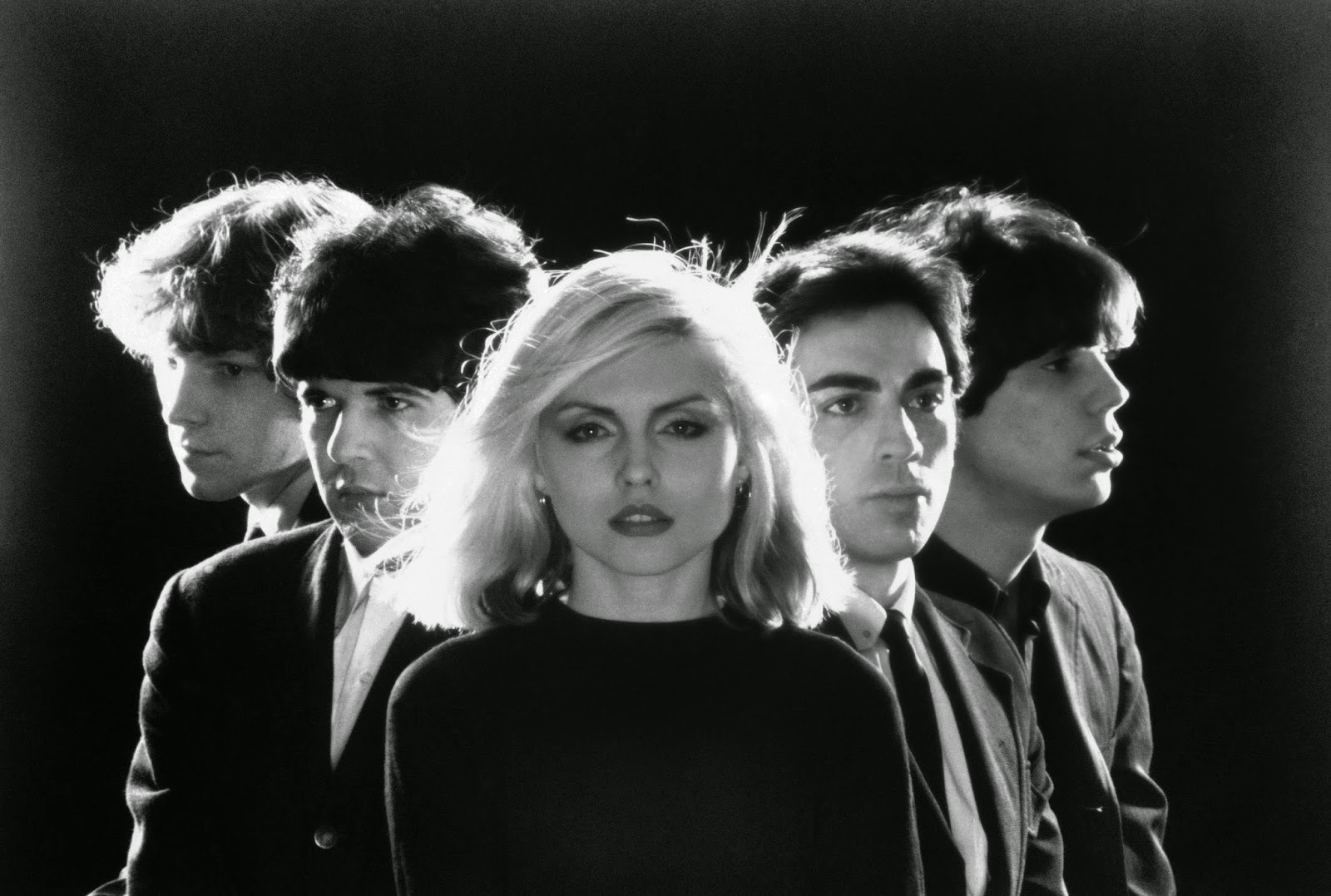
بلاندی، ۱۹۷۶. از چپ به راست : گری ولینتاین، کلم برک، دبرا هری، کریس استین و جیمی دستری.

این تک‌آهنگ و آلبوم در اکتبر ۱۹۷۷ به ۵تای برتر استرالیا رسیدند و یک عرضهٔ دابل-ای از «اکس-افندر» و «او را خرد کن» نیز مشهور شدند. یک تور موفق در استرالیا بعد از آن اجرا شد، گرچه به دلیل حادثه‌ای در بریزبن این تور لطمه دید؛ زمانی که اجتماع هواداران را نیز بعد از آن‌که هری یک اجرایش را به دلیل بیماری لغو کرد، ناامید کرد.
در ۱۹۷۷ میلادی دومین آلبوم این گروه نیز عرضه شد اما این بار گروه به چهار نفر تقلیل یافته بود چرا که گری ولنتاین، گروه را ترک کرده بود. نامه‌های پلاستیکی به طرز فراوانی در اروپا و آسیا به وسیلهٔ کریسلیس رکوردز ترقی یافت. نخستین تک‌آهنگ آلبوم، دنیس، نسخه‌ای تقلیدی از ترانهٔ موفق ۱۹۶۳ رندی اند ده رینبوز بود. این ترانه به رتبهٔ دو در جدول تک‌آهنگ‌های بریتانیا رسید، در حالی که هم آلبوم و هم دومین تک‌آهنگ آن، «عزیزم، (من همیشه تحت تأثیر) حضور (توام)» به ده‌تای برتر بریتانیا راه یافتند. موفقیت در جدول موسیقی، در کنار توری موفق در بریتانیا در ۱۹۷۸ همراه با اجرایی در راوندهاوس، بلاندی را به یکی از اولین گروه‌های موج نوی آمریکایی تبدیل کرد که به موفقیتی مهم در بریتانیا دست یافتند. در این زمان، گری ولنتاین با فرانک اینفنته (گیتار بیس/گیتار) جایگزین، و مدتی پس از آن نایجل هریسون (گیتار بیس) اضافه شده بود، و برای اولین بار تعداد اعضای گروه به ۶ نفر رسیده بود.
آل میوزیک گاید بعداً نامه‌های پلاستیکی را در حد پایین‌تری از آلبوم‌های پیشین بلاندی توصیف کرد؛ با بیان این‌که با انتظاری که از آن دو تک‌آهنگ می‌رفت، به نظر می‌آمد که این آلبوم با «پس‌مانده‌های» آلبوم بلاندی ایجاد شده بود. نیز ذکر کرد که تهیه‌کنندگی ریچارد گاتهرر نتوانست ضعف «ترانه‌های بی‌روح» را خنثی کند یا آلبوم را از «متوسط‌بودن عمومی» نجات دهد.

## موفقیت‌های اصلی
خطوط موازی، سومین آلبوم بلاندی به وسیلهٔ مایک چپمن تهیه شد. دو تک‌آّهنگ نخست این آلبوم، «این را نقاشی کن» و «منتظر پای تلفن» بودند. قلب شیشه اولین ترانهٔ موفق آنان در ایالات متحده بود. این ترانه، یک بازسازی از یک آهنگ راک بود که گروه، آن را پس از شروع به کار اجرا کرده بود، اما با عناصر قدرتمند موسیقی دیسکو به‌روز شده بود. کلم برک بعداً گفت که نسخهٔ بازسازی‌شده تا حدودی از کرفتورک و تا حدودی از ترانهٔ زنده‌بودن از بی جیز الهام گرفته شده بود، که برک سعی کرد از ضرب‌آهنگ درام آن تقلید کند. او و استین مقدار عمده‌ای از حاصل کار را به جیمی دستری دادند؛ با توجه به آن‌که درک ارزش دستری از تکنولوژی او را به این‌جا رسانده بود که از سینتی‌سایزرها استفاده کند و بخش کیبوردی را بازسازی کند. گرچه بعضی از اعضای نشریات موسیقی بریتانیایی، بلاندی را به دلیل «یک‌جا فروختن» محکوم کردند، اما ترانه به یک موفقیت جهانی تبدیل شد. با فروش جهانی بیش از یک میلیون نسخه و پخش رسانه‌ای فراوان، این تک‌آهنگ در بسیاری از کشورها از جمله ایالات متحده به رتبهٔ یک رسید؛ در جایی که بیشتر، بلاندی در گذشته به عنوان یک گروه زیرزمینی شناخته می‌شد. این ترانه با یک نماهنگ همراهی می‌شد، که شخص محرک و شادمان دبرا هری را نشان می‌داد، و او شروع به کسب درجه‌ای از شهرت کرد که او را از سایر اعضای گروه متمایز کرد؛ اعضایی که اغلب از طرف رسانه‌ها نادیده گرفته می‌شدند.
تک‌آهنگ بعدی بلاندی در ایالات متحده، آهنگ راک سنگین‌تری با نام «یک راه یا دیگری» بود که به ۳۰ تای برتر رسید. بهترین موفق گروه در آینده در بریتانیا بود؛ جایی که انتخاب تک‌آهنگی دیگر، «دختر یک‌شنبه»، به ترانهٔ رتبهٔ یک دیگری تبدیل شد.
چهارمین آلبوم آن‌ها با نام تا تصادف بخور، از نگاه منتقدان ادامه‌دهندهٔ خوبی برای خطوط موازی بود، اما نتوانست به همان درجه از موفقیت برسد. در بریتانیا، تک‌آهنگ «اتمی» به رتبهٔ یک، «رؤیا» به رتبهٔ دو، و «آبی شهر متحد» ترانهٔ دیگری بود که در ۲۰ تای برتر قرار می‌گرفت.
دبرا هری با ترانه‌سرا و تهیه‌کنندهٔ ایتالیایی، جورجو مورودر، همکاری کرد؛ کسی که مسئول موفق‌ترین ترانه‌های دانا سامر بود، و آن‌ها ترانهٔ مرا صدا کن را برای موسیقی متن فیلم ژیگولوی آمریکایی ضبط کردند. این ترانه برای شش هفته در رتبهٔ یک در ایالات متحده قرار داشت و در سراسر دنیا به یک ترانهٔ موفق تبدیل شد. در آن سال، آلبوم آمریکایی خودکار را که شامل دو آهنگ موفق دیگر جهانی بود، عرضه کردند، آهنگ با استایل رگی «کشش حداکثر است» و ترانهٔ با چاشنی رپ «خلسه (آهنگ)»، که اولین ترانه‌ای شامل عناصر هیپ-هاپ و آوازهای رپ بود که به رتبهٔ یک در ایالات متحده می‌رسید و به معرفی سبک رپ زیرزمینی آینده به هواداران بیشتر کمک کرد. «خلسه» تنها تک‌آهنگی از بلاندی بود که رتبهٔ آن در ایالات متحده بیش از بریتانیا بود؛ در بریتانیا این تک‌آهنگ به رتبهٔ پنج رسید.

## وقفه، شکارچی و انحلال
پس از موفقیت آنان در فاصلهٔ سال‌های ۱۹۷۸-۸۰، بلاندی وقفه‌ای را در سال ۱۹۸۱ داشت. در آن سال دبی هری و جیمی دستری هر دو، آلبوم‌هایی را به تنهایی منتشر کردند؛ استین در تهیهٔ آلبوم هری با عنوان کو کو و برک با دستری برای قلب روی یک دیوار. نیز در ۱۹۸۱، بلاندی این شانس را پیدا کرد که آهنگ اصلی را برای فیلم جدید جیمز باند، تنها به خاطر چشمان تو، اجرا کند. آن‌ها تصور می‌کردند که می‌بایست آهنگ‌سازی ترانه را نیز بر عهده می‌گرفتند، اما هنگامی که آهنگ‌شان را به تهیه‌کنندگان فیلم عرضه کردند، فهمیدند که این پیش‌نهاد برای ضبط ترانهٔ از پیش‌نوشته‌شدهٔ بیل کونتی و مایکل لسن بود. تهیه‌کنندگان ترانهٔ بلاندی را رد کردند و این پیش‌نهاد را به شینا ایستن دادند، کسی که با ترانهٔ کونتی/لسن، یک آهنگ را در ده تای برتر به دست آورد. با این وجود، این آهنگ در آلبوم بعدی بلاندی قرار گرفت.
گروه در سال ۱۹۸۲ مجدداً جمع آمدند تا شکارچی را ضبط کنند. شکارچی در مقایسه با موفقیت‌های تجاری و منتقدانهٔ پیشین‌شان، نقدهای نیمه‌ضعیف تا منفی دریافت کرد و نتوانست به ۲۰ تای برتر ایالات متحده برسد. این آلبوم دو تک‌آهنگ تقریباً ضعیف داشت: «جزیرهٔ روح‌های گم‌شده» (۱۱ در بریتانیا و ۳۷ در ایالات متحده) و «فرزند جنگ» (۳۹ در بریتانیا).
با کشمکش‌های در حال اوج‌گیری در گروه به دلیل سقوط تجاری و تمرکز ثابت نشریات روی هری که در نتیجهٔ آن سایر اعضای گروه نادیده گرفته می‌شدند، این حوادث به نقطه‌ای رسیدند که استین با بیماری خطرناک نفاط روبه‌رو شد. در اوت ۱۹۸۲، بلاندی خیلی زود برنامه‌های تورهایشان را لغو و انحلال گروه را اعلام کرد.
استین و هری (که در آن زمان یک زوج بودند) همراه یک‌دیگر باقی ماندند و برای چند سال از توجه رسانه‌های عمومی دوری گرفتند. پس از آن‌که استین بیماری‌اش را پشت سر گذاشت، هری در سال ۱۹۸۵ به حرفهٔ تک‌نفرهٔ خود بازگشت و استین در تمام آثارش نقش فعالی را داشت. ضمناً برک به یک درامر بیشتر درخواستی تبدیل شد ( و برای مدتی با یوریتمیکس می‌نواخت) و دستری نیز حرفهٔ فعالی را به عنوان یک تهیه‌کننده و موسیقی‌دان قراردادی ادامه داد.

## اتحاد مجدد
در طی اواخر دههٔ ۱۹۸۰ و آغاز ۱۹۹۰، آثار پیشین بلاندی به وسیلهٔ نسل جدیدی از هواداران و هنرمندانی چون مدونا شناخته شد. مدونا می‌گوید:
هنگامی که حرفه‌ام را به عنوان یک خواننده و ترانه‌سرا شروع می‌کردم به شدت تحت تاًثیر بلاندی قرار گرفته بودم. فکر می‌کردم که هری بی‌نظیرترین دختر در تمام دنیا است.
کلم برک گفت که او به وجود عناصری از بلاندی در گروه نو داوت پی برده است و هری اظهار نظر کرده بود که او به این فکر افتاده بود که «شهرت ما از زمانی که کار را متوقف کردیم، افزوده شده است». ای‌ام‌آی و کریسلس رکوردز همچنین مجموعه‌های فراوانی را از نسخه‌های بازترکیبی بعضی از مشهورترین ترانه‌هایشان منتشر کردند.
در ۱۹۹۶، استین شروع به متحد کردن دوبارهٔ بلاندی کرد و با برک و دستری تماس گرفت. در ۱۹۹۷، بلاندی مجدداً سازمان گرفت و سه بار بدون هریسون و اینفنتی، کسانی که شکایت ناموفقی را برای جلوگیری از تشکیل دوبارهٔ گروه تحت نام «بلاندی» کرده بودند، به اجرا پرداخت. به دنبال آن یک تور جهانی در اواخر ۱۹۹۸ و اوایل ۱۹۹۹ برپا شد. آلبومی جدید با نام هیچ خروجی، در فوریهٔ ۱۹۹۹ عرضه شد؛ دستری این آلبوم را با «۱۵ ترانه دربارهٔ هیچ‌چیز» توصیف کرد. این آلبوم به رتبهٔ ۳ در جدول‌های موسیقی بریتانیا رسید و اولین تک‌آهنگ آن، «ماریا»، که دستری آن را با اندیشیدن به دوران دبیرستانش نوشته بود، به ششمین تک‌آهنگی از بلاندی با رتبهٔ یک تبدیل شد که دقیقاً ۲۰ سال پس از اولین مورد مشابه، «قلب شیشه»، در این جدول به رتبهٔ یک می‌رسید. این موجب شد که بلاندی به تنها فعالیت آمریکایی تبدیل شود که در جدول تک‌آهنگ‌های بریتانیا در دهه‌های ۱۹۷۰، ۱۹۸۰، و ۱۹۹۰ به رتبهٔ یک برسد.
گروه در اکتبر ۲۰۰۳، آلبوم نفرین بلاندی را منتشر کرد. نفرین ناموفق‌ترین آلبوم آنان پس از اولین اثر آنان بود، گرچه تک‌آهنگ «پسران خوب» توانست به رتبهٔ ۱۲ در بریتانیا برسد. در سال ۲۰۰۴، دستری از همکاری با گروه در تورها کناره‌گیری کرد که در نتیجه تنها هری، استین و برک، به تنها اعضایی از تیم اصلی مبدل شدند که در نمایش‌های زنده حاضر می‌شوند.

## میراث
تا سال ۱۹۸۲، سالی که گروه منحل شد، بلاندی شش آلبوم استودیویی عرضه کرده بود؛ هرکدام پیش‌رفتی سبک‌وار را از گذشته ارائه می‌دادند. بلاندی تنها به خاطر شخص برجستهٔ هری در اجراها مشهور نیست، بلکه برای استفاده از عناصر کاری‌شان از زیرسبک‌های فراوانی از موسیقی مشهور، که از ریشه‌های پانک آنان تا موج نو، دیسکو و هیپ هاپ را شامل می‌شود نیز، شناخته شده است.
در مارس ۲۰۰۶، بلاندی پس از سخنرانی معارفه‌ای شرلی منسن از گروه گاربیج، در تالار مشاهیر راک اند رول پذیرفته شد. هفت عضو به مراسم دعوت شده بودند، که موجب مشاجره‌ای روی صحنه میان اعضای باقی‌مانده و اعضای پیشین گروه، نایجل هریسون و فرانک اینفنتی شد؛ که در طی پخش زندهٔ مراسم اجازهٔ اجرا با گروه را خواستند اما از طرف هری رد شد. در ۲۲ مه ۲۰۰۶، بلاندی در پیاده‌روی مشاهیر راک در گیتار سنتر در هالیوودز سانست بولوارد پذیرفته شد. پذیرفته‌شدگان جدید به وسیلهٔ اعضای قبلی پیاده‌روی راک، رأی‌گیری می‌شوند.
یک مستند بی‌بی‌سی دربارهٔ گروه که در ۲۱ ژوئیه ۲۰۰۶ پخش شد، در مورد شکایت رسمی جدیدی از نایجل هریسون و فرانک اینفنتی بود که علیه گروه کنونی داشتند.
در ژانویهٔ ۲۰۰۸، قلب شیشه‌ای، بار دیگر به دلیل استفادهٔ مکرر این آهنگ در تبلیغ تجاری عطر Gucci by Gucci شرکت Gucci (کارگردانی‌شده به وسیلهٔ دیوید لینچ) با رتبهٔ ۳۸ به ۴۰ تای برتر بریتانیا رسید.

## ترانه‌شناسی

### آلبوم‌های استودیویی
| سال  | آلبوم            | US  | UK | فروش US | فروش UK   |
| ---- | ---------------- | --- | -- | ------- | --------- |
| ۱۹۷۶ | بلاندی           | -   | ۷۵ | ۷۰٬۰۰۰  | ۱۰۰٬۰۰۰   |
| ۱۹۷۷ | نامه‌های پلاستیکی | ۷۲  | ۱۰ | ۲۰۰٬۰۰۰ | ۳۰۰٬۰۰۰   |
| ۱۹۷۸ | خطوط موازی       | ۶   | ۱  | پلاتین  | ۱٬۵۰۰٬۰۰۰ |
| ۱۹۷۹ | با آهنگ بخور     | ۱۷  | ۱  | پلاتین  | ۹۰۰٬۰۰۰   |
| ۱۹۸۰ | آمریکایی خودکار  | ۷   | ۶  | پلاتین  | ۱٬۲۰۰٬۰۰۰ |
| ۱۹۸۲ | شکارچی           | ۳۳  | ۹  | ۳۰۰٬۰۰۰ | ۳۰۰٬۰۰۰   |
| ۱۹۹۹ | هیچ خروجی        | ۱۸  | ۳  | ۴۰۰٬۰۰۰ | ۲۰۰٬۰۰۰   |
| ۲۰۰۳ | نفرین بلاندی     | ۱۶۰ | ۳۶ | ۶۰٬۰۰۰  | ۷۰٬۰۰۰    |